# Wonderwall (band)
Wonderwall was een Duitse popgroep. De bezetting veranderde vaak in het korte bestaan van de band. Het enige overgebleven oprichtende lid was, tot het einde, Ela Paul. Wonderwall maakte pakkende, romantische, op vocalen gebaseerde akoestische pop met folk-invloeden. De band schreef alle nummers zelf en schreef teksten in het Engels.

## Bezetting
Oprichters
- Kathrin 'Kati' Schauer (zang)
- Daniela 'Ela Paul' Förstel (zang)
- Julia 'Jule' Beck (zang, tot 2003)

Laatste bezetting
- Ela Paul (basgitaar)
- Jessica 'Jessy' Bremes (zang)

Voormalige leden
- 'Jana' Reiß (zang, 2009–2011)

## Geschiedenis
Jule Beck en Kati Schauer leerden elkaar kennen bij ballet, Kati en Ela Paul kenden elkaar van school en begonnen als hobby muziek te maken op akoestische gitaren. Ze noemden zich toen, ongeveer twaalf jaar oud, McDowell-Brothers, schreven Engelse teksten en bedachten melodieën. Ze leerden elkaar vervolgens kennen via een gezamenlijk toneelstuk en verschenen toen als een trio. Ze speelden hun songs op tuinfestivals en lokale evenementen in de regio Keulen. Bij toeval kwamen ze een producent tegen die aan hun verwachtingen voldeed. De eerste single Witchcraft werd uitgebracht in mei 2001 en bereikte #77 in de singlehitlijsten. De volgende single (Who Am I?, november 2001) kwam niet in de hitparade.
De doorbraak kwam met een crosspromotie met de ARD-serie Marienhof toen Just More enkele weken werd gespeeld in de soap van de ARD. Dit heeft aanzienlijk bijgedragen aan de bekendheid van de groep en het maken van Just More tot een van Wonderwalls grootste hits tot nu toe. De single Just More werd uitgebracht in mei 2002. Hij klom naar de negende plaats in de Duitse hitlijsten en werd daarna drie weken tweede. Het eerste album Witchcraft, dat kort daarna uitkwam, werd vierde in de Duitse albumhitlijsten. In september 2002 bereikte de vierde single In april nummer 33 in de hitlijsten. De drie gingen toen op tournee door Europa met Ronan Keating als openingsact. Bij de Echo Awards in 2003 werd Wonderwall vier keer genomineerd en werd nationaal erkend als de beste nieuwkomer. Het tweede album What Does It Mean?, dat Ela en Kati in november 2003 uitbrachten, bereikte slechts nummer 48 in de albumhitlijsten. Ook de single (One More) Song for You, die net met Jule was uitgebracht, was minder succesvol.
In januari/februari 2004 gingen Ela Paul en Kati Schauer voor het eerst op tournee met hun band The Mighty Sleepwalkers in Duitsland. In maart 2004 verscheen de single Silent Tears. Met dit nummer nam Wonderwall ook deel aan de Duitse voorronden voor het Eurovisie Songfestival 2004 en behaalde daar de vierde plaats. Op 8 april 2004 werd aangekondigd dat Wonderwall zijn vorige label Warner's dochteronderneming WEA zou verlaten en voortaan onder contract zou staan bij platenmaatschappij Seven Days Music van producent Jack White. Samen met filmcomponist Hans Zimmer werkte Wonderwall vervolgens aan de muziek voor de tekenfilm Lauras Stern, een Duitse productie die op 23 september 2004 werd uitgebracht. Hiervoor componeerden ze onder meer het titelnummer Touch the Sky, dat op 20 september 2004 als single uitkwam. In het najaar van 2004 bracht Wonderwall hun derde album Come Along uit en van 3 maart tot 2 april 2005 waren Wonderwall en hun band op hun tweede tournee door Duitsland, de Come-Along-Tour, die door 14 steden leidde. Op 25 april 2005 bracht Wonderwall de single Losin' You uit, die ondanks weer een crosspromotie met de ARD-serie Marienhof ook geen commercieel succes was.
In augustus 2005 kondigden Paul en Schauer aan dat ze hun carrière op een laag pitje zouden zetten en tot die tijd geen nummers of platen zouden opnemen. Nadien legden ze zich toe op privéprojecten (Ela: Keulse toneelschool; Kati: Bremen Musical Academy) en traden ze sporadisch op. Ela Paul en Kati Schauer hebben aan verschillende audioboeken gewerkt voor de audioboekenreeks Freche Mädchen - freche Audiobooks, uitgegeven door Der Audio Verlag, waarvoor ze elk muziek hebben bijgedragen en waarin ze een spreekrol hadden. In 2008 werd de groep opnieuw geformeerd, bestaande uit Ela Paul en de nieuwe bandleden Jana Reiss en Jessy Bremes. In november 2009 verscheen hun eerste gezamenlijke single This Is Christmas. Sinds 2011 bestaat de groep alleen nog uit Ela Paul en Jessy Bremes. De single Me and the City werd uitgebracht op 13 mei 2011.

## Onderscheidingen
- 2002: 1Live Krone – Beste Newcomer
- 2002: SWR3 New Pop A-ward – Beste Newcomer
- 2002: Radio Regenbogen Award – Pop National
- 2003: Echo – Radio-Nachwuchs-Preis
- 2003: Radio SAW Mega Ei – Just More Platz 3
- 2003: Der goldene Fritz – Hippste Girlband

## Discografie

### Singles
- 2001:	Witchcraft
- 2001: Who Am I?
- 2002:	Just More
- 2002: In April (You Call My Name)
- 2003:	Witchcraft 2003
- 2003: (One More) Song for You
- 2004:	Silent Tears
- 2004: Touch the Sky
- 2005:	Losin' You
- 2009: This Is Christmas
- 2011: Me and the City

### Studioalbums
- 2002:	Witchcraft
- 2003: What Does It Mean?
- 2004:	Come Along